# Nomada polyodonta
Nomada polyodonta är en biart som beskrevs av Cockerell 1920. Nomada polyodonta ingår i släktet gökbin, och familjen långtungebin. Inga underarter finns listade i Catalogue of Life.